# 箱館裁判所
箱館裁判所（はこだてさいばんしょ）は、慶応4年（9月8日から改元して明治元年）（1868年） の短時日に、蝦夷地を統治するために箱館（現在の函館市）に設けられた裁判所である。箱館奉行所を引き継ぎ、箱館府に引き継がれた。

## 歴史
京都の新政府は、慶応4年（1868年）4月12日に、皇族の仁和寺宮嘉彰親王を箱館裁判所総督に任命した。嘉彰親王が固辞したため、閏4月5日に、副総督の清水谷公考を改めて総督に任命した。この頃まだ戊辰戦争が継続中であり、蝦夷地の情勢も不透明であったが、清水谷らは敦賀から日本海の海路をとって箱館に向けて出発した。
箱館裁判所は、江戸幕府の箱館奉行所の機能を引き継ぐものであった。この時点での蝦夷地は、日露雑居の北蝦夷地（樺太）が幕府直轄領（公儀御料）で、後の北海道にあたる東蝦夷地と西蝦夷地には、幕府直轄領（公儀御料）と諸藩領（松前藩、盛岡藩、仙台藩、会津藩、弘前藩、庄内藩）がおよそ半々に入り組んでいた。箱館裁判所は、諸藩領を廃止するものではなかったが、実質的に諸藩の上位に立つ権威を行使した。
新政府は開拓のための最初の仕事として箱館裁判所に山川調査を命じた。また、蝦夷地の税収は開拓のために用いるので、他の用途に使ってはならないという指示を出した。
閏4月21日に新政府は政体書を発して、各地の裁判所を府または県に改編することにした。これに基づき、箱館裁判所も24日に箱館府に改称され、清水谷が府知事に任命された。この日清水谷の一行はちょうど蝦夷地（江差）に到着したばかりであった。清水谷は26日に箱館に入り、箱館奉行の杉浦勝誠から平穏に政務を引き継ぎ、5月1日に、箱館裁判所を五稜郭に開設した。中央での廃止後に現地で新設されたことになる。この後、7月17日、現地の裁判所が箱館府に改称した旨を管内に告示した。しかしその後も箱館府と箱館裁判所の名前がしばらく混用された。

## 箱館裁判所の人事
- 総督　仁和寺宮嘉彰親王　慶応4年（1868年）4月12日 - 閏4月5日
  - 副総督　清水谷公考
  - 副総督　土井利恒
- 総督　清水谷公考　慶応4年（1868年）閏4月5日 - 24日
  - 副総督　土井利恒(赴任の途中、敦賀で辞職)